# Villafranca de Córdoba (kommunhuvudort)
Villafranca de Córdoba är en kommunhuvudort i Spanien.   Den ligger i provinsen Province of Córdoba och regionen Andalusien, i den centrala delen av landet, 280 km söder om huvudstaden Madrid. Villafranca de Córdoba ligger 143 meter över havet och antalet invånare är 3 799.
Terrängen runt Villafranca de Córdoba är huvudsakligen platt, men åt nordväst är den kuperad. Runt Villafranca de Córdoba är det ganska tätbefolkat, med 75 invånare per kvadratkilometer. Närmaste större samhälle är Montoro, 15,7 km öster om Villafranca de Córdoba. Trakten runt Villafranca de Córdoba består till största delen av jordbruksmark.